# Temnoscelis
Temnoscelis is een kevergeslacht uit de familie van de boktorren (Cerambycidae). De wetenschappelijke naam van het geslacht werd voor het eerst geldig gepubliceerd in 1855 door Chevrolat.

## Soorten
Temnoscelis is monotypisch en omvat slechts de volgende soort:
- Temnoscelis waddeli Chevrolat, 1855